# Buxach
Buxach ist ein Pfarrdorf und ein südwestlicher Ortsteil von Memmingen.

## Geographie

### Lage
Das Pfarrdorf Buxach liegt etwa drei Kilometer westlich von der Stadtmitte Memmingens entfernt. 1972 wurde das Dorf Buxach mit dem Nachbarweiler Hart, der seit 1638 zusammen mit Buxach eine Gemeinde gebildet hatte, in die Stadt Memmingen eingemeindet.

### Klima

Das Klima in Memmingen

Buxach liegt bei der Jahresdurchschnittstemperatur und der Niederschlagsmenge im Durchschnitt der gemäßigten Zone, wobei die Niederschläge meist etwas höher und die Tiefsttemperaturen etwas niedriger ausfallen. Im Frühjahr und Herbst ist durch die nahe Iller und die durch die Ortschaft fließende Buxach dichter Nebel auf den Fluren und innerhalb der Ortschaft recht häufig. Der kälteste Monat ist der Januar mit einer durchschnittlichen Tagestiefsttemperatur von −5 °C und einer durchschnittlichen Tageshöchsttemperatur von 2 °C. Die wärmsten Monate sind Juli und August mit je 12 °C durchschnittlicher Tiefst- und 24 °C durchschnittlicher Höchsttemperatur.

### Geologie
Der Boden Buxachs ist unterschiedlich. Während er im Tal aus lehmiger, oft überschwemmter Uferzone der Buxach besteht, ist er in den oberen Flächen fruchtbar.

## Ortsname

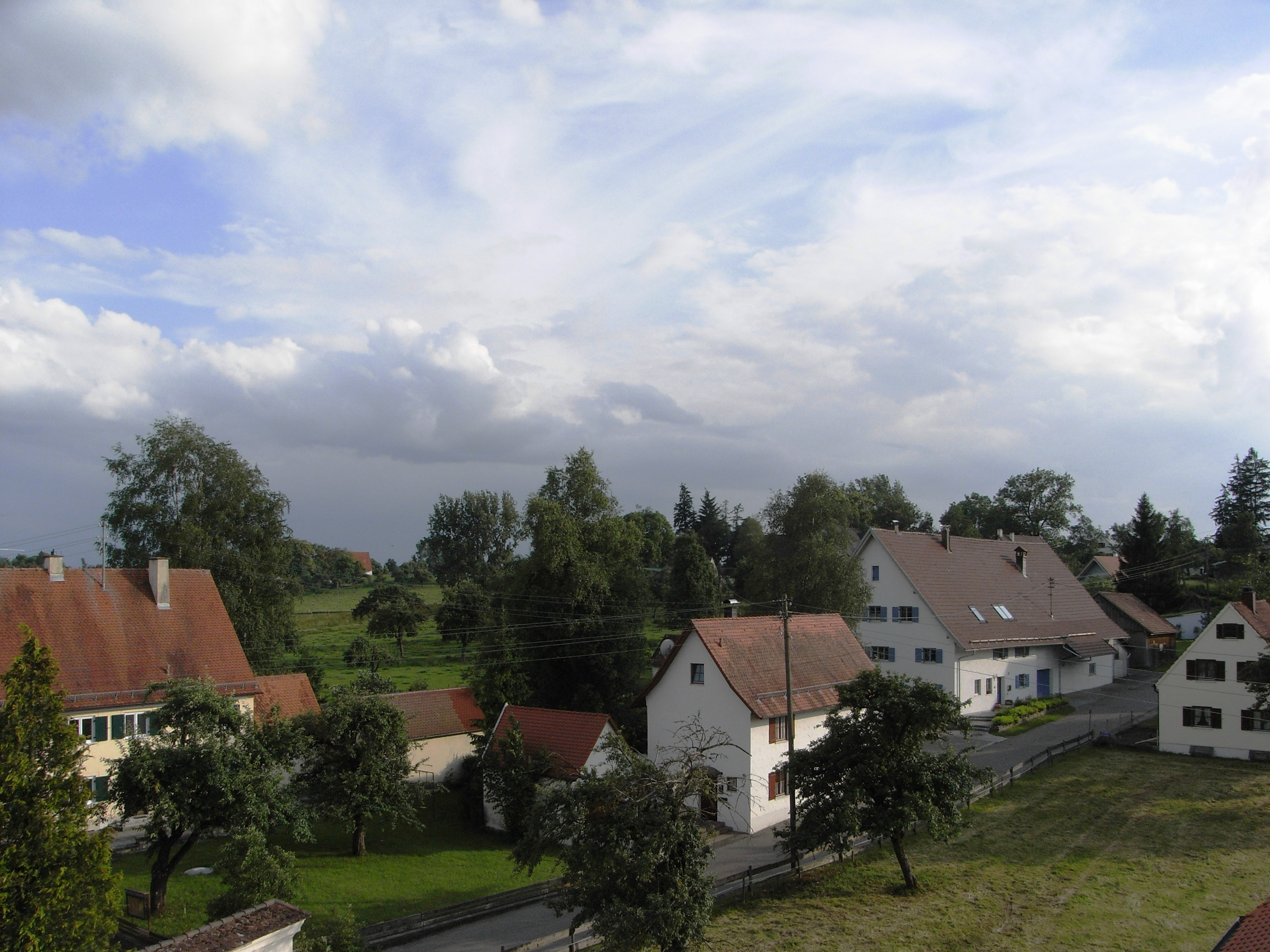
Buxacher Kirchstraße

Über die Bedeutung des Wortes Buxach gibt es Meinungsverschiedenheiten. Was die Silbe ach  bedeutet, scheint relativ sicher zu sein. Ach oder auch Aach geschrieben bedeutet fließendes Wasser (siehe auch Memminger Ach = Stadtbach).
Die Silbe Bux ist jedoch umstritten. So könnte es gebogener heißen (Buxach = gebogener Bach). Es könnte aber auch vom altfranzösischen Buxerias oder altgälischen Boxum abgeleitet sein, was so viel wie Busch bedeutet (Buxach = Buschwasser).

## Geschichte
Die erste Nennung des Ortes war um 1270. Das Elsbethenkloster zu Memmingen erwarb die Liegenschaften der Schenken von Schmalegg in Buxach. Früher wurde von einer wesentlich früheren Datierung ausgegangen. In einer gefälschten Urkunde des Kreuzherrenklosters in Memmingen ist von dem Jahr 1010 die Rede. Verschiedene Widersprüche in dieser Urkunde lassen jedoch erkennen, dass es sich um eine Fälschung handelt. Eine weitere urkundliche Nennung des Ortes war 1289, als das Kreuzherrenkloster beziehungsweise die Oberhospitalstiftung von den Rittern von Rettenberg um 50 Silbermark den Spitalhof (später so benannt) und die Spitalmühle zu Hardt kaufte. In einem Protokoll aus dem Jahre 1392 ist zu lesen, dass Buxach im Besitz der Patrizierfamilie Rupp aus Memmingen war. Dies blieb bis 1459 so. Die Familie Rupp investierte in ihren Besitz. So werden in einem Kaufvertrag von 1404 bereits drei Höfe, eine Hammerschmiede sowie eine Schleifmühle erwähnt. Am 4. April 1459 wurde das Dorf um 2500 Gulden an Hans Lechmayer, Hofmeister der Spitaldürftigen in Memmingen, verkauft. Durch die vielen Wasserläufe auf der Gemarkung Buxach florierten dort im ausgehenden Mittelalter vor allem die Metallbetriebe.
1523 bot der Rat der Freien Reichsstadt Memmingen einem Kupferschmied ein Darlehen zur Errichtung eines Hammerwerkes an. Ob dieser es annahm, ist nicht überliefert. Der 22. Mai 1594 war ein entscheidender Tag hinsichtlich des Zusammenwachsens der Dörfer Buxach und Hart. In einem Ratsprotokoll wird erwähnt, dass der Ammann von Buxach, Jörg Moser und der Ammann von Hardt, Melchior Schalk, dem Schmied von der Buxach, Hansen Göger die Versehung beider Schmieden in Buxach und Hardt genehmigte. Derselbe sollte montags und donnerstags für die sechs Bürger von Hardt, an den anderen Tagen für die Bürger von Buxach schmieden.
1598 wurde Buxach zur Pfarrei erhoben. Von da an hatte das Dorf einen eigenen Pfarrer, dessen Pfarrhaus aber in Memmingen stand. Die Prozessionen der Hauptpfarrkirchsgemeinde St. Martin zogen am großen Bitttag (St. Markus, 25. April) nach Buxach.
Der Weiler Hardt wurde 1683 kirchenrechtlich der Pfarrei Buxach zugeschlagen. Seitdem bildeten die beiden Dörfer eine Einheit.
Im 16. und 17. Jahrhundert entstand ein Kupfer- beziehungsweise Messinghammer. Die Wachter aus Memmingen besaßen in Buxach einen zweiten Kupferhammer und lieferten bis in die Schweiz. Vor allem Sensen zum Mähen von Gras wurden hergestellt.

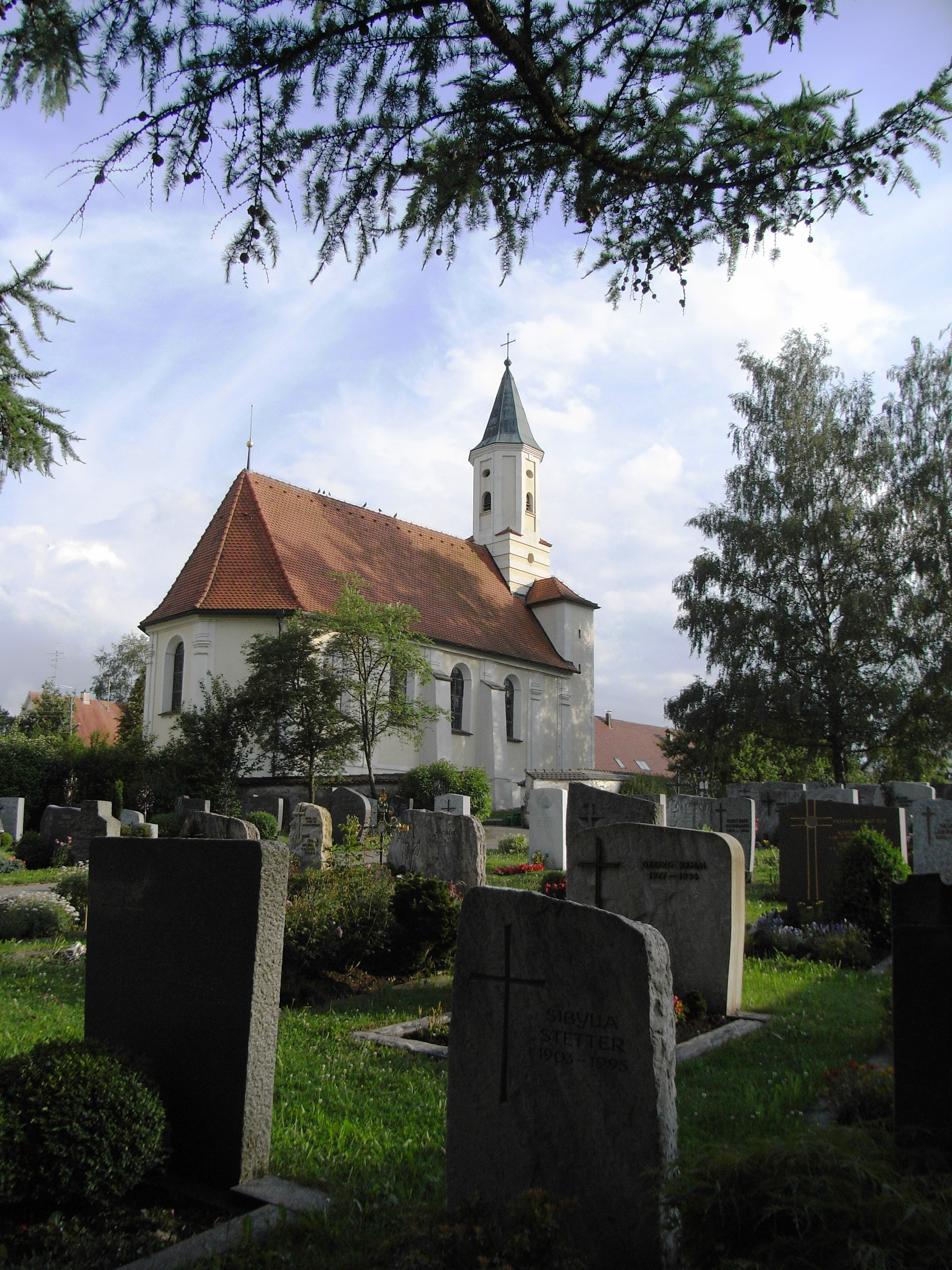
Die Dreieinigkeitskirche

Da die alte Kirche zu klein geworden war, wurde 1710 die Dreieinigkeitskirche erbaut. Bereits 1711 erfolgte mit einem neuen Schulhaus der nächste Großbau in der Gemeinde. Erstmals bildlich dargestellt wurden die Dörfer Buxach und Hart 1720 in einem Kupferstich. 27 Salzburger Emigranten wurden 1732 in Buxach angesiedelt. Die Stadt Memmingen führte auf ihrem Gebiet öfters Visitationen der Schulen durch. Während in anderen Schulen die Lehrer teilweise nicht einmal lesen und schreiben konnten, gab es in Buxach keine Beanstandungen. Im Jahre 1742 waren 43 Schüler in der Buxacher Schule registriert.
Das Dorf war schon immer Ziel anrückender feindliche Heere auf die Stadt Memmingen, vor allem durch die Nähe zur Stadt und auch dadurch, dass sie nur von Westen angreifbar war. Im Mai 1800 waren Buxach und Hart Schauplatz einer Schlacht, in der die Franzosen die kaiserlichen Truppen besiegten.
Am 1. Oktober 1818 bildete das Dorf auch politisch eine Einheit mit Hart. Der erste gemeinsame Bürgermeister war Johann Jakob Schieß aus dem Weiler Hart. 1832 lebten insgesamt 102 Bürger in Buxach, 43 davon waren männlichen, 59 weiblichen Geschlechts. In Hart lebten zu dieser Zeit 36 Bürger. 1890 baute die Gemeinde ein neues Schulhaus, das im Sommer eröffnet wurde. Am 9. Juni 1895 beschloss der Gemeinderat, das alte Schulhaus aus dem 18. Jahrhundert zu verkaufen. Es trug die Hausnummer 4 1/2. Die Schulden des Schulhausneubaus waren auch 1917 noch hoch. Im Gemeinderatsprotokoll ist am 18. Nov. 1917 vermerkt: „Schulden durch Schulhausneubau“. Das Ende der circa 170-jährigen Eigenständigkeit wurde im Zuge der Gemeindegebietsreform beschlossen. Buxach wurde mit Hart am 1. Juli 1972 in die Stadt Memmingen eingemeindet.

## Einwohner von Buxach und Hart
Stand 12/2004: 671
Stand 12/2005: 678
Stand 12/2006: 671
Stand 12/2007: 669
Stand 12/2008: 663
Stand 12/2009: 668
Stand 12/2019: 648

## Vereinsleben
In Buxach gibt es zahlreiche Vereine, darunter die Freiwillige Feuerwehr, einen Schützenverein und eine Jagdgenossenschaft. Ein Bürgerverein hat es sich zur Aufgabe gemacht,  das dörfliche Leben zu beleben beziehungsweise aufrechtzuerhalten. Hierfür wurde das frühere Schulhaus, die sogenannte Alte Schule von der Stadt Memmingen unentgeltlich zur Verfügung gestellt und vom Bürgerverein saniert.

## Religion

### Reformation
Nach der Memminger Reformation wurde der zuvor rein katholische Ort evangelisch-lutherisch. In der damaligen Michaelskapelle beziehungsweise mit dem ersten evangelischen Neubau der Reichsstadt Memmingen, der Dreieinigkeitskirche werden nur evangelische Gottesdienste abgehalten. Der evangelische Bevölkerungsteil gehört zum Evangelisch-Lutherischen Dekanat Memmingen. Durch die Neubaugebiete am Rande des Buxachtals wanderten römisch-katholische Bürger hinzu. Diese gehören heute zur Christuskirchengemeinde im Westen der Stadt Memmingen, welches dem römisch-katholischen Dekanat Memmingen untersteht. 

### Pfarrfamilie Strohm
In Buxach verbrachte der ehemalige Landesbischof der  Evangelisch-Lutherischen Kirche in Bayern, Heinrich Bedford-Strohm, zwischen 2014 und 2021 auch Ratsvorsitzender der Evangelischen Kirche in Deutschland, einen Teil seiner Kindheit; gleiches gilt von seinem älteren Bruder Christoph Strohm. Ihr Vater Albert Strohm war hier Pfarrer.